# Черноморская ТРК
Черноморская телерадиокомпания ООО (ЧТРК, укр. ТОВ «Чорноморська телерадіокомпанія») создана 15 декабря 1993 года структурным подразделением Черноморской телерадиокомпании является Радио «АСсоль». В ранние годы ЧТРК транслировал программы телеканалов «НТВ», «Муз-ТВ» и «РЕН ТВ».

## Зона вещания
Зона распространения сигнала Черноморской телерадиокомпании в Крыму (недоступная ссылка)
Государственное предприятие Радиотелевизионный передающий центр Автономной Республики Крым прекратило трансляцию Черноморской телерадиокомпании. Об этом говорится в документе, которым РТПЦ уведомила телеканал в понедельник, 3 марта 2014 года.
После этого, Черноморская ТРК была вынуждена переехать в Киев на студийную базу телеканала «Соціальна країна». Начиная с 9 ноября 2014 года, канал возобновил вещание со спутника Астра 4А, полностью дублируя эфир «Соціальной країни» (различия были лишь в логотипах и межпрограммном оформлении).
В данный момент, ЧТРК полностью перешла на собственное вещание. Основой эфира являются информационно-аналитические программы, созданные совместно с каналом «Соціальна країна».
1 июля 2016 года произошло слияние творческих групп обоих телеканалов, в ходе которого все проекты, выходившие ранее в эфире телеканала «Соціальна країна» — переехали на Черноморскую ТРК. Сам же телеканал «Соціальна країна» был упразднен и полностью прекратил вещание.

## Владельцы
Де-факто владельцем Черноморской телерадиокомпании является народный депутат Украины, член ВО «Батьківщина» Сенченко Андрей Виленович.

## Программы собственного производства (до 2014 года)

### Информационные программы
- Информационно-аналитическая программа «Волна-плюс» — Итоговое аналитическое дополнение к ежедневной информационной программе «Волна».
- Служба новостей «Волна» — Ежедневный выпуск новостей. Прямой эфир.
- С места происшествия — Хроника криминальных происшествий недели
- Полуостров — Программа неполитических новостей недели.
- Eastern Europe Live — Информационно-политическая программа Восточной Европы. По четвергам в 21:45 и по субботам в 19:45.

### Познавательные программы
- Регионы — Программа обо всех регионах Крыма. По очереди… Автор и ведущая: Надежда Буйлова
- Аквапанорама — Путешествия в подводный мир
- Симферопольские истории с Леонидом Пилунским — Цикл из 17 программ. Цикл теленовелл крымского писателя Леонида Пилунского «Симферопольские истории» посвящён послевоенному Симферополю.
- Прогресс — познавательная программа. Производство: Чехия, Украина, Беларусь.

### Развлекательные программы
- Утренний калейдоскоп — Утренняя музыкальная информационно-развлекательная программа. Выходит в эфир в 07:30 по субботам и воскресеньям в 09:10.